# Danaea oblanceolata
Danaea oblanceolata là một loài dương xỉ trong họ Marattiaceae. Loài này được Stolze mô tả khoa học đầu tiên năm 1987.